# Closterium brebissonii
Closterium brebissonii  là một loài Song tinh tảo trong họ Desmidiaceae, thuộc chi Closterium.